# H. Sylow
Nicolai Christian Herholdt Sylow (11. august 1849 i Korsør, død 12. februar 1913 i København) var en dansk retskyndig.